# Fassmessung
Unter Fassmessung versteht man stereometrische Näherungsverfahren zur Bestimmung des Rauminhalts von Fässern im Spätmittelalter und der frühen Neuzeit. Dieser Artikel behandelt in enzyklopädischer Kürze deren Grundlagen; Details finden sich in der unten genannten Spezialliteratur. Zu späteren und heutigen Eichverfahren siehe Eichung.

## Geschichte und Entwicklung
Der seit dem späten 13. Jh. stark zunehmende Handel führte dazu, dass auch wesentlich größere Mengen an Wein über weitere Strecken geliefert wurden. Zum Transport dienten fast nur Holzfässer. Verkäufer, Händler und Käufer mussten ebenso wie Städte und Kleinstaaten, die dafür Zoll verlangten, über den Rauminhalt der Fässer (unterschiedlicher Form und Größe) genau Bescheid wissen. Die großen Handelsstädte nördlich der Alpen stellten deshalb Spezialisten ein, die u. a. die Aufgabe der Fassmessung übernahmen. Sie wurden „Visierer“ genannt, ihre Tätigkeit „Visieren“, ihre Methoden „Visierkunst“ (lateinisch ars visorandi oder stereometria doliorum) und ihre Messinstrumente „Visierruten“ oder „Visierstäbe“ (lateinisch virga visoria). Die Ausbildung der Visierer erfolgte häufig durch Rechenmeister, die auch selbst als Visierer tätig sein konnten.
Da das Volumen von Fässern wegen ihrer bauchigen Form nicht elementargeometrisch bestimmt werden kann, brauchten die Visierer Näherungsverfahren, die in der Praxis leicht einsetzbar waren. Die dazu verwendeten Visierruten wurden an Gefäßen bekannten Rauminhalts geeicht und trugen verschiedene Skalen. Sie wurden durch das Spundloch des liegenden Fasses eingeführt und am Spundloch abgelesen.
Quadratische Visierruten konnten für unterschiedlich geformte Fässer verwendet werden. Das Prinzip dabei ist, ein Fass durch einen Kreiszylinder zu approximieren. Dazu wurden vier Messwerte ermittelt:
- Länge des Fasses (von Deckel bis Boden)
- Durchmesser an der dicksten Stelle des Fasses ((Spund-)Tiefe des Fasses, d. h. Abstand vom Spundloch bis zur senkrecht gegenüberliegenden Wand)
- Durchmesser des Deckels
- Durchmesser des Bodens.

Die Höhe des Näherungszylinders entspricht der Länge der Fasses und dessen Durchmesser einem Mittelwert der drei gemessenen Durchmesser. Diese vier Messungen genügten, denn das Zylindervolumen ist proportional zur Höhe und zum Quadrat des Durchmessers. Quadrierung und Multiplikationen waren entweder in die verschiedenen Skalen der Visierstäbe integriert oder es gab entsprechende Tafeln, so dass bei der Fassmessung selbst keine Berechnungen durchgeführt werden mussten. Die Mittelwertbildung geschah ebenfalls rein mechanisch mit einem dafür speziell skalierten Stab, dem Medial.
Kubische Visierruten stammten aus dem Raum des heutigen Österreich. Sie kamen mit einer einzigen Messung aus, vom Spundloch diagonal bis zum Knick zwischen Dauben und Fassboden. Denn die Kuben (dritten Potenzen) der (abgelesenen) Abstände verhalten sich – jedoch nur bei geometrisch ähnlich geformten – Fässern wie die Volumina.
Die frühesten handschriftlichen Visiertraktate datieren aus der Zeit um 1400 (eine Pergamentrolle aus Damme, der Hafenstadt von Brügge, und der Traktat des Peter von Jülich). Die ersten Druckwerke sind zwei kleine 1485 in Bamberg gedruckte Hefte, die in der Bayerischen Staatsbibliothek in München liegen. Das erste Druckwerk eines bekannten Autors ist Jakob Köbel 1515. Erst Johannes Kepler lieferte theoretische Überlegungen zur Fassmessung. Visiertraktate hielten sich bis ins 19. Jahrhundert.